# A luta é alegria
"A luta é alegria" (svenska: Kampen är glädje) är en låt framförd av den portugisiska musikgruppen Homens da Luta. Låten representerade Portugal vid Eurovision Song Contest 2011 i Düsseldorf, Tyskland men gick inte vidare från den första semifinalen. Låten är komponerad av Vasco Duarte och skriven av Jel, vilka bägge två finns representerade i musikgruppen.

### Fotnoter
1. ↑  M. Escudero, Victor (6 mars 2011). ”Portugal sends Homens da Luta to Düsseldorf!”. EBU. http://www.eurovision.tv/page/news?id=26623&_t=portugal_sends_homens_da_luta_to_duesseldorf. (engelska)